# 日本浴用剤工業会
日本浴用剤工業会（にほんよくようざいこうぎょうかい、英文名称Japan Bath additive Industry Association、略称JBIA）は、浴用剤（入浴剤）メーカーによる業界団体。

## 概要
- 会長 - 正願地高明（クラシエホームプロダクツ執行役員）
- 活動内容 - 浴用剤に関し、業界に対する安全性や品質確保の働きかけ、消費者に対する知識の普及および「いい風呂の日」（毎年11月26日）キャンペーンの実施など。

### 沿革
- 1988年3月 - 浴用剤工業会設立
- 1996年5月 - 日本浴用剤工業会に名称変更

### 正会員
- 相生発酵
- アース製薬
- 伊吹正化学工業
- ウエラジャパン
- エーサン
- オカモト
- オリヂナル株式会社
- オンリー株式会社
- 花王
- 花精化学工業
- 株式会社環境科学
- 関西酵素
- 紀伊国屋漢薬局
- 紀陽除虫菊
- 金陽製薬
- クラシエホームプロダクツ
- クロイスターケミカルズ
- コーセー
- 高陽社
- 五洲薬品
- サンパルコ
- 資生堂
- 大晃生薬
- バスクリン
- 栃本天海堂
- 内外除虫菊
- 日本酵素薬品
- 日本生化学
- 富士産業
- 扶桑化学工業
- 株式会社ヘルス
- ヘルスケミカル
- ポーラ化成工業
- 北陸化成
- 松田医薬品
- ユーア化学研究所
- 勇心酒造
- 励明園本舗

### 賛助会員
- アサヒフードアンドヘルスケア
- 一丸ファルコス
- 小川香料
- 癸巳化成
- 牛乳石鹸共進社
- 香栄興業
- 小林製薬
- サンスター
- 曽田香料
- 大日精化工業
- 高砂香料工業
- 玉の肌石鹸
- バイホロン
- ハウス オブ ローゼ
- 長谷川香料
- 丸善製薬
- 株式会社ヤマサキ
- ユニリーバ・ジャパン
- ライオン
- レジノカラー工業
- ロート製薬